# Teófilo Presbítero

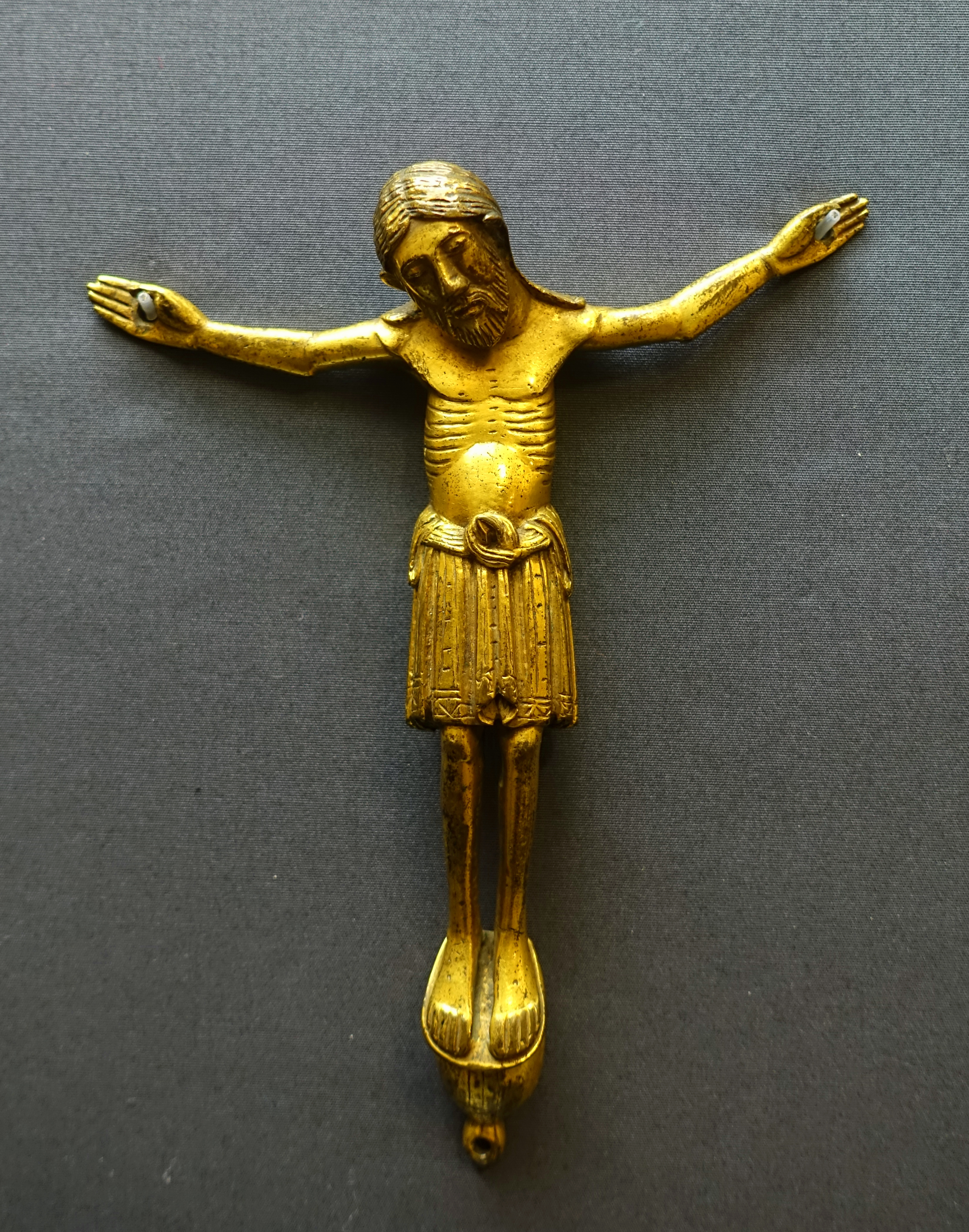
Cristo crucificado em uma cruz processional, pelo círculo de Rogério de Helmarshausen, Baixa Saxônia, c. 1100, bronze fundido

Teófilo Presbítero (fl. c. 1070 – 1125) é o autor pseudônimo ou compilador de um texto latino contendo descrições detalhadas de várias artes medievais, um texto comumente conhecido como Schedula diversarum artium ("Lista de várias artes") ou De diversis artibus ("Sobre várias artes"), provavelmente compilado pela primeira vez entre 1100 e 1120. As cópias manuscritas mais antigas da obra são encontradas em Viena (Biblioteca Nacional Austríaca, Codex 2527) e em Volfembutel (Herzog-August-Bibliothek, Cod. Guelf. Gud. Lat. 69 2°). Gotthold Ephraim Lessing redescobriu o documento quando trabalhava como bibliotecário em Volfembutel e publicou trechos em 1774. Eles despertaram grande interesse ao refutar o mito de Vasari de que Jan van Eyck desenvolveu a técnica da pintura a óleo no início do século XV, sobre a qual os antiquários já havia ficado desconfiado.
O Cronograma de Teófilo permite uma visão detalhada das técnicas usadas nas artes aplicadas na Alta Idade Média. A obra está dividida em três livros. A primeira abrange a produção e utilização de materiais de pintura e desenho (técnicas de pintura, tintas e nanquim), especialmente para iluminação de textos e pintura de paredes. A segunda trata da produção de vitrais e técnicas de pintura em vidro, enquanto a última trata de diversas técnicas de ourivesaria e outras serralharias. Também inclui uma introdução à construção de órgãos. Teófilo contém talvez a referência mais antiga à pintura a óleo. A obra foi traduzida para inglês, francês, polonês, português, espanhol, húngaro, alemão, italiano, japonês, búlgaro e russo, principalmente nos séculos XIX e XX.
'Teófilo' era possivelmente um monge beneditino. Foi sugerido (particularmente por Eckhard Freise) que Teófilo é a mesma pessoa que o monge artesão Rogério de Helmarshausen. Rogério parece ter vindo da Abadia de Stavelot, na região do rio Mosa, atuou como artista e autor entre 1100 e 1107 na Igreja de São Pantaleão em Colônia e mudou-se para a Abadia de Helmarshausen em 1107. A identidade dos dois homens foi tem sido discutida entre os pesquisadores há algum tempo, mas as conclusões de Freise ainda não foram aceitas por todos os pesquisadores. Outras sugestões também foram feitas e, atualmente, não se pode dizer que haja consenso.
Teófilo, como autor de um "manual", foi descrito como um mero teórico, mas esta visão é atualmente minoritária. O Primeiro Livro, sobre pintura, não é particularmente bem informado, mas é adequadamente confiável; o Segundo, sobre vidro, é melhor, enquanto a maior parte do Terceiro Livro é claramente obra de um metalúrgico praticante. Foi recentemente sugerido que a evidência aparentemente contraditória quanto à datação, experiência prática e localização de 'Teófilo' é melhor explicada se o Cronograma for entendido como uma compilação.